# Crataepus marbis
Crataepus marbis är en stekelart som först beskrevs av Walker 1839.  Crataepus marbis ingår i släktet Crataepus och familjen finglanssteklar. Arten är reproducerande i Sverige. Inga underarter finns listade i Catalogue of Life.